# Südliche Kammratte
Die Südliche Kammratte oder Dünen-Kammratte (Ctenomys australis) ist ein im östlichen Argentinien verbreitetes Nagetier in der Gattung der Kammratten. Sie zählt innerhalb der Gattung zu einer Artengruppe, die nach der Mendoza-Kammratte als mendocinus-Gruppe benannt ist. Andere Vertreter dieser Gruppe weisen eine höhere genetische Variation auf. Das Typusexemplar stammt aus dem Umfeld von Buenos Aires.

## Merkmale
Dieses Nagetier zählt mit einer Kopf-Rumpf-Länge von etwa 215 mm, einer Schwanzlänge von 96 bis 103 mm und einem Gewicht von 349 bis 366 g zu den größeren Kammratten. Es hat 41 bis 43 mm lange Hinterfüße. Ein im Verhältnis zur Gesamtgröße längerer und breiterer Schädel unterscheidet die Art von der Brasilianischen Kammratte (Ctenomys brasiliensis). Wie alle Gattungsmitglieder hat die Südliche Kammratte an den Füßen einen Saum aus steifen Haare, der an einen Kamm erinnert. Das Fell der Kammratten variiert in der Färbung zwischen hell graubraun, braun und sandfarben, gelegentlich mit orangen oder schwarzen Tönen. Laut Abbildungen aus verschiedenen wissenschaftlichen Abhandlungen besitzt diese Art, wie die Flamarion-Kammratte (Ctenomys flamarioni), helleres Fell als andere Kammratten. Der diploide Chromosomensatz enthält 48 Chromosomen (2n=48).

## Verbreitung und Lebensweise
Die Südliche Kammratte lebt in einem breiten Streifen entlang der Atlantikküste in der Provinz Buenos Aires. Sie hält sich in Sanddünen auf, die spärlich mit Gräsern der Gattungen Rispenhirsen und Rispengräser bewachsen sind. Die Art wird meist in der dem Meer am nächsten gelegenen Reihe von Sanddünen registriert. Manchmal kommt sie zusammen mit der Talas-Kammratte (Ctenomys talarum) weiter landeinwärts vor. Vermutlich bewohnt jedes Individuum sein eigenes Tunnelsystem. Die durchschnittliche Anzahl von Nachkommen pro Wurf ist 2,9.

## Gefährdung
Die Umwandlung der Dünen zu touristischen Stränden und die Anpflanzung von Kiefern lasst das geeignete Habitat schrumpfen. Aufgrund dieser Bedrohungen und da das Verbreitungsgebiet schätzungsweise nicht größer ist als 500 km² wird die Südliche Kammratte von der IUCN als stark gefährdet (endangered) gelistet.